# Saint-Hilaire-le-Château
 Saint-Hilaire-le-Château  là một xã thuộc tỉnh Creuse trong vùng Nouvelle-Aquitaine miền trung nước Pháp. Xã này nằm ở khu vực có độ cao trung bình 459 mét trên mực nước biển.